# اسید دوبازی
اسید دوبازی یا به انگلیسی dibasic acid ، اسیدی است که در یک واکنش اسید و باز، دو یون هیدروژن برای دادن به باز مقابل دارد. بنابراین یک مولکول دوبازی دو اتم هیدروژن قابل جایگزینی دارد.
سولفوریک اسید نمونه‌ای از اسید دوبازی است.